# 蕨真一郎
蕨真一郎（わらび しんいちろう、1876年〈明治9年〉8月20日 - 1922年〈大正11年〉10月14日）は、日本の歌人・造林家。号は蕨真（けっしん）、礎山（そざん）。

## 人物
上総国武射郡埴谷村（現在の千葉県山武市）出身。五代続く林業家で、県内有数の大山林地主であった。
東金の漢学者・吉井宗元の漢学塾「南総斯文学会」に学ぶ。1901年（明治34年）、同じ武射郡出身で友人であった伊藤左千夫の紹介により、正岡子規の門下生となる。子規没後の1903年（明治36年）、根岸短歌会の機関誌『馬酔木』の編集委員となる。真一郎は『馬酔木』創刊にあたっての有力な経済的支援者だった。1906年（明治42年）に埴岡短歌会を設立し、地元歌人の作品を『馬酔木』上で紹介するようになった。1908年（明治44年）には左千夫により、千葉県の真一郎の自宅にて『阿羅々木』（翌年『アララギ』と改名）が発刊され、真一郎が編集発行を担当した。『アララギ』はその後4号より、東京都本所区茅場町の左千夫宅へと発刊所が移った。
真一郎は『アララギ』でも引き続き経済的支援者であるとともに財務責任者を引き受けていた。
1912年（大正元年）まで創作活動を続けたが、父の死去により家督を相続後は『アララギ』の活動から離れていった。その後は自らが設立した埴岡農林学校の運営や林業経営に努め、「山武杉」を全国に広めて山武を一大林業地帯に育てた。山武市立睦岡小学校に歌碑がある。

## 家族
弟の蕨橿堂（わらび きょうどう、1879年6月3日 - 1947年2月15日、本名 蕨直治郎）も歌人で、やはり根岸短歌会に参加した。弟直治郎は『アララギ』への参加を続け、後年には子規庵の維持復興に尽力し、寒川鼠骨とともに子規庵短歌会の機関誌『阿迦雲』を創刊した。また、縁戚の蕨桐軒も歌人である。

## 参考資料
- 宮本栄一郎「房総の風土と歌人」千葉県立中央図書館編『房総の短歌・歌人』（千葉県立中央図書館発行、1979年）
- 『風と樹と空と』山武町、2005年
- 石出猛史「東金の老湖先生」『千葉医学雑誌』第82巻第1号、千葉医学会、2006年2月、15-23頁、ISSN 03035476、NAID 10018584539。